# 石川県立金沢錦丘中学校・高等学校
石川県立金沢錦丘中学校・高等学校（いしかわけんりつ かなざわにしきがおか ちゅうがっこう・こうとうがっこう、英: Ishikawa Prefectural Kanazawa Nishikigaoka Junior & Senior High School）は、石川県金沢市窪に所在し、中高一貫教育を提供する公立中学校・高等学校。

## 概要
団塊の世代の高等学校進学に合わせて1963年（昭和38年）開校。戦後の学制改革により後継校を失っていた旧制石川県立金沢第二中学校の後継校として設置され、校名は同中の校歌の一節「紫錦（）が陵（）の学窓に 集う健児は七百人」に由来する。同窓会組織も共通。2004年（平成16年）、「石川県立金沢錦丘中学校」を新設し、中高一貫教育を開始した。現在、石川県の公立学校では唯一の中高一貫校。普通科設置。通称は「錦（にしき）」、「錦丘（にしきがおか）」。

## 教育方針
高い志を育み、豊かな心と知性、健やかな身体を培い、地域や国家、国際社会の持続可能な発展に貢献できる人材を育成する。
平日7限授業。以前は土曜授業などがあったが、廃止された。

## 年表
《主要な出典：》

### 石川県立金沢第二中学校
- 1899年（明治32年）4月[7] - 石川県第二中学校開校。
- 1901年（明治34年）5月 - 校名を石川県立第二中学校と改称[8]。
- 1907年（明治40年）3月[8] - 校名を石川県立金沢第二中学校と改称。
- 1948年（昭和23年）3月[9] - 学制改革により後継校がなく廃校となる。

### 石川県立金沢錦丘高等学校
- 1963年（昭和38年）
  - 1月 - 金沢第二中学校の後継校として石川県立金沢錦丘高等学校発足。普通科と家政科を設置。
  - 4月 - 金沢市立兼六中学校旧校舎を仮校舎として[10]開校。
  - 8月21日 - 校舎建設起工式[11]。
- 1964年（昭和39年）4月 - 石川県金沢市窪町（現在地）に校舎を新築し移転。当時の所在地表記：石川県金沢市窪町リ1番地[10]。
- 1965年（昭和40年）6月24日 - 校舎落成記念式挙行[10][12]。
- 1966年（昭和41年）1月 - 昭和41年度より家政科を募集停止。
- 1967年（昭和42年）7月 - プール竣工。
- 1973年（昭和48年）
  - 10月 - 講堂兼体育館竣工、創立10周年記念式典挙行。
  - 12月5日 - 『金沢二中錦丘高校史』発刊[13]。
- 1983年（昭和58年）9月 - 創立20周年記念式典挙行。
- 1993年（平成05年）9月 - 創立30周年記念式典挙行。
- 1999年（平成11年）9月 - 石川県立金沢第二中学校・金沢錦丘高等学校創立100周年記念式典挙行。
- 2002年（平成14年）4月 - 2学期制に移行。
- 2003年（平成15年）
  - 2月 - 推薦入試実施。
  - 11月1日 - 石川県立金沢錦丘中学校設置（金沢錦丘高等学校に併設）[14]。
- 2004年（平成16年）4月7日 - 石川県立金沢錦丘中学校開校式を挙行[14]。
- 2006年（平成18年）
  - 1月 - 新体育館及び中学校棟竣工。
  - 2月3日 - 中学校新校舎へ移転[14]。
- 2008年（平成20年）1月 - 高校棟（2期工事分）竣工。
- 2010年（平成22年）
  - 8月 - 中学校外構工事完成[14]。
  - 10月17日 - 校舎完成記念式典挙行[15]。
- 2013年（平成25年）9月 - 創立50周年記念式典挙行。
- 2015年（平成27年）4月[16] - 3学期制を復活[17][出典無効]。
- 2023年（令和05年）
  - 9月 - 創立60周年記念式典挙行（高校）。
  - 11月1日 - 金沢錦丘中学校創立20周年記念式典を挙行[14]。

## 学校行事
- 修学旅行（12月）3泊4日。沖縄。2年生対象。
- 紫錦祭（8月後半）2日間。かつては9月前半に行われていた。

## 部活動
- 運動部 - バスケットボール、バレーボール、ソフトテニス、テニス、野球、陸上競技、水泳、サッカー、卓球、剣道、スキー、バドミントン、ハンドボール、弓道、少林寺拳法、フェンシング
- 文化部 - 書道、美術、合唱、華道、写真、新聞、演劇、英語研究、自然科学、家庭、吹奏楽、茶道、文芸、JRC、放送、囲碁・将棋、競技かるた
- 同好会 - パソコン

## 所在地
〒921-8151 石川県金沢市窪6丁目218番地

## 校歌
作詞：長岡博男、作曲：鴛原利蔵

## アクセス
- 北鉄バス「錦丘高校前」停留所

## 著名な出身者
- 浜辺美波 - 女優（金沢錦丘中）
- 今井翔太 - 工学者
- 若林哲哉 - 俳人
- 吉田メタル - 俳優
- 堀田善衛 - 作家。芥川賞受賞（旧制金沢二中）
- 島田清次郎 - 小説家（旧制金沢二中）
- 谷口吉郎 - 建築家（旧制金沢二中）
- 村田省蔵 - 画家
- 宮本憲一 - 大阪市立大学名誉教授、日本学士院賞受賞
- 矢田富郎 - 元石川県議会議長、津幡町長、北陸放送記者
- 八田静輔 - 元北陸放送アナウンサー、ディレクター
- 西川章久 - フリーアナウンサー、元北陸放送アナウンサー
- 唯川恵 - 小説家。直木賞受賞
- 水橋文美江 - 脚本家
- 桜一花 - 元宝塚歌劇団花組娘役
- 篠永紗也子 - ピアニスト
- 本谷有希子 - 劇作家、演出家、女優、声優、小説家。芥川賞受賞
- 渡辺真由子 - メディアジャーナリスト
- 中川衛 - 加賀象嵌作家
- 奥村真理子 - 漫画家
- 一双麻希 - ファッションモデル、グラビアアイドル
- 小柳綾華 - ファッションモデル
- 前田明日香 - ラジオパーソナリティー
- 青木成一 - 陸軍中将（旧制金沢二中、陸軍士官学校第24期を4番/734名）
- 青木重誠 - 陸軍中将（旧制金沢二中、陸軍士官学校第25期を1番/741名）
- 北村昌幸 - 海軍少将（旧制金沢二中、海軍兵学校第45期を88番/89名）
- 松谷誠 - 陸軍大佐、陸上自衛官（旧制金沢二中、陸軍士官学校第35期を3番/315名）